# Raymond Loretan (1955-)
Pour l’article homonyme, voir Raymond Loretan (1885-1963).
Raymond Loretan, né le 20 mai 1955 à Sion, est un diplomate et homme politique suisse, membre du Parti démocrate chrétien. Il est secrétaire général de ce parti de 1993 à 1997.

## Biographie
Raymond Loretan naît le 20 mai 1955 à Sion. Il est le fils du conseiller d'État valaisan Wolfgang Loretan. Il obtient en 1981 une licence en droit de l'université de Fribourg, puis un diplôme de droit européen de l'université de Strasbourg,.
Il commence sa carrière diplomatique au Département fédéral des affaires étrangères en 1983 par un stage auprès de l'Organisation des Nations unies à New York et à La Haye. En Suisse, il assume ensuite les fonctions de secrétaire diplomatique du Secrétaire d’État aux Affaires étrangères Édouard Brunner entre 1984 et 1987. 
Il devient ensuite conseiller personnel du conseiller fédéral Arnold Koller au sein du Département militaire fédéral et au Département fédéral de justice et police entre 1987 et 1990. Il quitte alors une première fois l'administration fédérale pour prendre le poste de délégué du canton du Valais pour l'Europe de 1991 à 1992,. À ce titre, il s'engage dans la campagne en faveur de l'adhésion de la Suisse à l'Espace économique européen, soumise au vote le 6 décembre 1992. Il devient ensuite secrétaire général du Parti démocrate-chrétien de 1993 à 1997,. En 1995, il est également nommé directeur de Sion-Expo. 
En 1997, il retourne dans le service diplomatique et devient ambassadeur de Suisse à Singapour et Brunei jusqu'en 2002, puis consul général de Suisse à New York jusqu'en 2007. À l'occasion de ce mandat, il développe le programme Swiss roots[Quoi ?]. En 2007, Raymond Loretan quitte l’administration fédérale.
Il cofonde alors le cabinet de conseils Fasel Balet Loretan et prend la présidence exécutive du groupe Swiss Medical Network. Plus tard, il prend également la vice-présidence du Groupe coté AEVIS VICTORIA et devient administrateur du groupe hôtelier Victoria Jungfrau Collection.
De 2012 à juin 2015, il est président de la Société suisse de radiodiffusion et télévision. En 2018, il devient président du Grand Prix d'Horlogerie de Genève et en 2019, président du festival de films documentaires Visions du Réel.
Il est le père de la chanteuse Sophie de Quay,.

## Parcours politique
Membre du Parti démocrate-chrétien, il en est le secrétaire général de 1993 à 1997. Il est proche de l'aile chrétienne-sociale du parti. En 1996, il hésite à se porter candidat au Conseil d'État valaisan, avant d'y renoncer. 
En 2008, il est élu membre de l'Assemblée constituante genevoise avec un siège à la Commission de l'organisation territoriale et des relations extérieures. 
Lors des élections fédérales de 2015, il se présente au Conseil des États, faisant liste commune avec le libéral-radical Benoît Genecand, mais il n'est pas élu.